# Lepidotrigla omanensis
Lepidotrigla omanensis és una espècie de peix pertanyent a la família dels tríglids.

## Descripció
- Fa 13,5 cm de llargària màxima.[4][5]

## Hàbitat
És un peix marí, demersal i de clima tropical que viu entre 56-329 m de fondària.

## Distribució geogràfica
Es troba des del Golf d'Aden i el Golf d'Oman fins al sud de l'Índia.

## Observacions
És inofensiu per als humans.